# 町田保
町田 保（まちだ たもつ、1903年8月8日 - 1967年10月12日）は、日本の都市計画家、土木技師。第二次世界大戦後の戦災復興都市計画事業や首都建設委員会事務局長として一時期、東京の首都高の計画にも関わる。山口県旧徳山市出身。

## 経歴
旧制山口高等学校理科甲類をへて1926年東京帝国大学工学部土木工学科卒業。東京市を経て、1928年(昭和3年)、内務省に入省。大臣官房都市計画課技手から都市計画地方委員会福岡地方委員会技師。その後新設の都市計画局から国土局計画課防空総本部技師を経て、1945年から戦災復興院土地局工務課長。戦災復興都市計画では出身の徳山市に派遣され、指導助言。後1963年にも市長から依頼で、周南団地建設のための「周南住宅地区開発基本計画」作成調査委員会委員長就任している。
1948年1月の建設院発足により都市局区画整理課長。1948年7月建設省発足後も区画整理課長就任。1950年に都市局復興課長となり、全国の罹災都市復興の計画策定に尽力、都市復興事業の推進に努め、国土再建の礎を築く。
1951年、首都建設委員会設置とともに初代事務局長に就き、首都建設計画の策定とその推進化にあたった。1954年の退任後、帝都高速度交通営団理事に就いた。
1958年に技術士登録。
交通営団退職後、日本大学旧工学部（現・日本大学理工学部）教授。日本都市計画学会副会長を経て1965年には第7代会長に就任。同年同会で筑波開発基本計画委託時、委員長を務める。

## 主著
- 土木防空(1943年)
- 都市計画(地人書館モダンエンジニアライブラリー、1967年)
- 戦災復興事業の回顧（新都市、1960年12月号）
- モダンエンジニアリングライブラリー 都市計画 1967, 地人書館
- 米国諸都市の印象 （1951年、建設月報, 建設広報協議会）
- 区画整理事業の現況と見透し （1949年、建設月報, 建設広報協議会）
- 米国より帰りて （1951年、建設月報, 建設広報協議会）
- 土地区画整理の回顧と展望 （1949年、建設月報, 建設広報協議会）
- 首都に於ける地下交通の将来 （1955年）
- 首都建設の構想 （1954年、国土開発 ）
- 東京の地下鉄 （1956年、国土開発 ）
- 東京における地下鉄道の現況並びに将来 （1960年）
- 地下鉄荻窪線全通によせて （1962年）
- 首都建設計画と交通問題 （1952年、東商 (57) 東京商工会議所）
- 東京を中心とする衛星都市について-大都市及び周辺都市の構成に関する研究 （1953年、都市計画 2(3)